# Mademoiselle Julie (film, 1951)
Cet article concerne le film d'Alf Sjöberg. Pour le film de Liv Ullmann, voir Mademoiselle Julie.
Pour plus de détails, voir Fiche technique et Distribution.
Mademoiselle Julie (Fröken Julie) est un film suédois réalisé par Alf Sjöberg, sorti en 1951, Palme d'or au Festival de Cannes 1951.

## Synopsis
Le soir de la Saint-Jean, Mademoiselle Julie, son père le Comte étant absent, en profite pour faire une petite fête avec ses valets, Kristine et Jean. Julie invite ce dernier à danser. Dans un premier temps, il refuse, ne voulant pas ternir sa réputation. Kristine le rappelle à l'ordre et il finit par accepter. Un peu plus tard, lorsque Jean et Julie sont revenus dans la cuisine, Kristine s'endort. C'est à ce moment que Julie commence à devenir provocante envers Jean et tente de le séduire...

## Fiche technique
- Titre : Mademoiselle Julie
- Titre original : Fröken Julie
- Réalisation : Alf Sjöberg
- Scénario : Alf Sjöberg d'après Mademoiselle Julie d'August Strindberg
- Production : Rune Waldekranz
- Musique : Dag Wirén
- Photographie : Göran Strindberg
- Montage : Lennart Wallén
- Décors : Bibi Lindström
- Production : Sandrewproduktion
- Pays de production : Suède
- Format : Noir et blanc - Mono
- Durée : 88 minutes (métrage : 2 450 m)
- Dates de sortie :
  - France : 6 avril 1951 au Festival de Cannes
  - France : 28 juin 1951 à Paris
  - Suède : 30 juillet 1951 à Stockholm

## Distribution
- Anita Björk : Mademoiselle Julie
- Ulf Palme : Jean

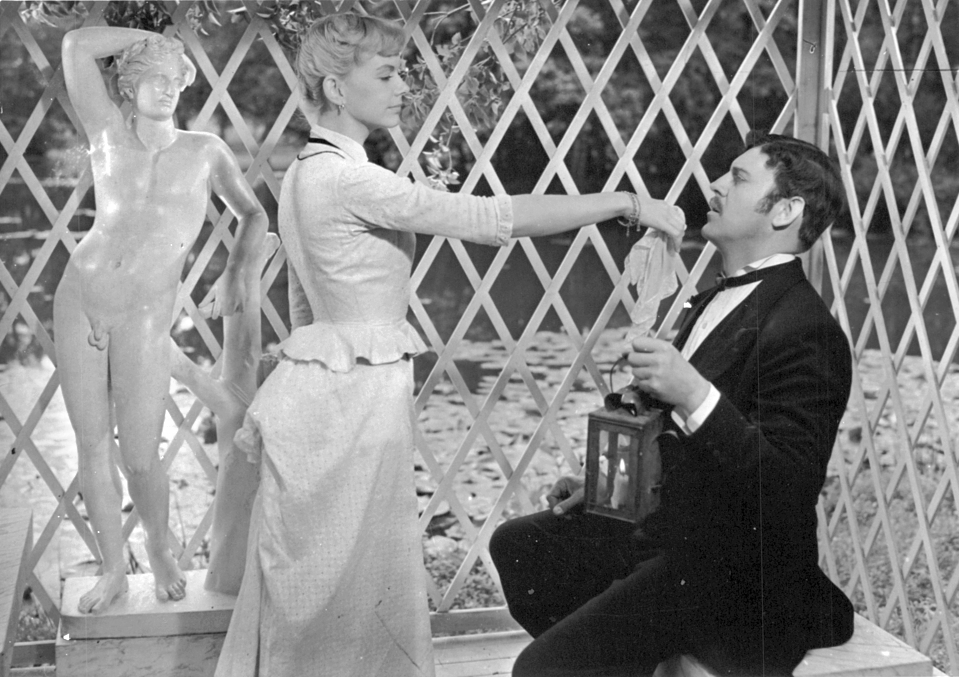
Anita Björk et Ulf Palme.

- Märta Dorff : Kristine, cuisinière
- Lissi Alandh : Comtesse Berta, mère de Julie
- Anders Henrikson : Comte Carl, père de Julie
- Inga Gill : Viola
- Åke Fridell : Robert
- Kurt-Olof Sundström : le fiancé de Julie
- Max von Sydow : le palefrenier
- Svea Holst : la mère de Jean

## Récompenses
- Palme d'or au Festival de Cannes 1951 (ex æquo avec Miracle à Milan de Vittorio De Sica)[1]

## Autour du film
- En 1888, lorsque Strindberg écrit Mademoiselle Julie, il se doute que le sujet de la pièce fera grand bruit. En Suède, effectivement, aucun directeur de théâtre n'osera monter l'œuvre du dramaturge avant 1906. Au cinéma, la première adaptation de Mademoiselle Julie est produite en 1912 et réalisée par August Falck (sv) en Suède. Une deuxième version, d'origine allemande, voit le jour en 1921 avec Asta Nielsen et Wilhelm Dieterle. La première version sonorisée est l'œuvre d'un réalisateur argentin, Mario Soffici (1947).
- Alf Sjöberg, en tant qu'homme de théâtre, la met en scène au Théâtre royal de Stockholm en 1949 et la porte à l'écran un an plus tard. Lors de sa sortie - outre le fait qu'il emporte la Palme d'or à Cannes -, le film est un incontestable succès international : « À Paris, il reste quatre mois à l'affiche et au Japon, il bat tous les records de fréquentation car, "en se tuant pour se laver de sa souillure", l'héroïne procède, selon Sjöberg, "comme les antiques samouraïs lorsqu'ils se soumettaient au code d'honneur du harakiri. »[2]
- Dans Mademoiselle Julie, comme dans ses autres réalisations, Sjöberg expose la complexité des rapports, mêlés de désir et d'effroi, « entre deux êtres de classes sociales opposées qui se cherchent, se prennent et se repoussent. »[3] De surcroît, « ce présent de l'amour brutal et éphémère déclenche en eux la remontée de souvenirs d'enfance dont l'interférence, voire la fusion exprime leur désarroi existentiel [...] »[4]
- Pourtant, ce qui paraissait téméraire pour l'époque - notamment ce « mélange de domination et de soumission vis-à-vis de l'homme observé chez une femme névrotique revivant à sa manière des conflits maternels - s'est peu à peu estompé », estime Jacques Lourcelles[5]. « L'interprétation, très en dessous du niveau auquel Bergman nous a habitués, paraît de nos jours presque académique », ajoute-t-il.
- « Anita Björk donne le meilleur d'elle-même dans Mademoiselle Julie, un film qui montre combien Bergman et Sjöberg peuvent être proches lorsqu'ils traitent de thèmes comme l'humiliation sexuelle, l'autodestruction et le fardeau psychologique que l'enfant constitue si souvent chez les personnes inhibées », écrit, pour sa part, Peter Cowie[6].
- Mais, en définitive - et les deux critiques semblent s'accorder sur ce fait -, ce qui s'impose, avant tout, c'est la façon dont Sjöberg « a modernisé et surtout élargi, dans l'espace et dans le temps, le huis clos de la pièce de Strindberg [...] dont l'action se déroule uniquement dans la cuisine du manoir »[7]. « [...] En utilisant comme décor les domaines du comte Carl durant la nuit de la Saint-Jean, Sjöberg diminue, bien entendu, l'atmosphère étouffante qu'instaure la pièce au théâtre. »[8]
- « En ce qui concerne l'espace, la somptueuse photo de Göran Strindberg recrée avec talent cette fête champêtre nocturne qui est comme le symbole visuel de la Suède. »[7] Mais, l'on retiendra surtout ce plan anthologique, dans lequel présent et passé se confondent : « derrière Julie adulte apparaît, dans le même décor, Julie enfant accompagnée par sa mère. Il faut mentionner aussi le flash-forward du suicide du père. Cette audacieuse figure de style que peu de cinéastes ont utilisée [...] plonge dans le futur comme le flash-back dans le passé. »[7]